# Gilson de Barros
Gilson Duarte de Barros (Cuiabá, 28 de fevereiro de 1941 – Cuiabá, 7 de março de 2008) foi um advogado, militar, jornalista, funcionário público e político brasileiro que foi deputado federal por Mato Grosso.

## Dados biográficos
Filho de Gonçalo Antunes de Barros e Maria Eunice Duarte de Barros. Advogado formado pela Universidade Federal do Mato Grosso, foi também sargento do Exército Brasileiro, jornalista e funcionário público. No governo José Fragelli (1971-1975), integrou o Conselho Estadual de Transporte e foi secretário interino de Fazenda.
Sua carreira política começou no MDB sendo eleito vereador em Cuiabá em 1976 e deputado federal por Mato Grosso em 1978 sendo reeleito pelo PMDB em 1982. Em sua estadia na Câmara dos Deputados votou pela Emenda Dante de Oliveira  e em Tancredo Neves no Colégio Eleitoral. Por conta das eleições de 1986 entrou em dissidência com seu partido e disputou o governo de Mato Grosso pelo PDT sendo derrotado por Carlos Bezerra, eleito pelo PMDB. Disputou sua última eleição pelo PL em 1990 sem conseguir se eleger. Foi auditor-geral do estado no governo Jaime Campos e ouvidor-geral de Mato Grosso no governo Blairo Maggi.
Faleceu em Cuiabá vítima de ataque cardíaco.

## Controvérsias
Por questões de temperamento e ainda por seu porte avantajado era chamado de O Incrível Hulk ou O Hulk de Cuiabá em alusão ao personagem dos quadrinhos cuja série de TV homônima estava em exibição à época de seu mandato federal. Ao fazer da força física meio para encerrar discussões desferiu um soco contra o deputado Joaquim Guerra e teve negado um pedido de licença para ser processado após agredir o porteiro do edifício onde morava.